# Diócesis de Bridgetown
La diócesis de Bridgetown (en latín: Dioecesis Pontipolitana y en inglés: Roman Catholic Diocese of Bridgetown) es una circunscripción eclesiástica de la Iglesia católica en Barbados. Se trata de una diócesis latina, sufragánea de la arquidiócesis de Puerto España. Desde el 28 de diciembre de 2020 su obispo es Neil Sebastian Scantlebury.

## Territorio y organización
La diócesis tiene 430 km² y extiende su jurisdicción sobre los fieles católicos de rito latino residentes en Barbados.
La sede de la diócesis se encuentra en la ciudad de Bridgetown, en donde se halla la Catedral de San Patricio, que desde 2011 es Patrimonio de la Humanidad incluida en la lista de la Unesco como parte del centro histórico de Bridgetown.
En 2022 en la diócesis existían 12 parroquias.

## Historia
Los primeros católicos que llegaron a Barbados fueron exiliados irlandeses capturados por las tropas de Oliver Cromwell en Drogheda el 11 de septiembre de 1649, quienes practicaron su fe católica escondidos en cuevas de la isla.
La diócesis de Bridgetown-Kingstown fue erigida el 7 de marzo de 1970 mediante la bula Cum et nobis del papa Pablo VI separando territorio de la diócesis de Saint George en Granada.
El 23 de octubre de 1989, mediante la bula Diligenter iamdiu del papa Juan Pablo II, la diócesis se dividió, dando lugar a la diócesis actual y a la diócesis de Kingstown.
Del 8 de julio de 2011 al 22 de diciembre de 2015 estuvo unida in persona episcopi a la diócesis de Kingstown.
El 28 de diciembre de 2020 Neil Sebastian Scantlebury fue nombrado obispo de la diócesis de Bridgetown por el papa Francisco, pero debido a la Pandemia de COVID-19 su ordenación episcopal se pospuso hasta el 11 de junio de 2021, convirtiéndose en el primer obispo católico nativo de Barbados.

## Estadísticas
Según el Anuario Pontificio 2023 la diócesis tenía a fines de 2022 un total de 10 000 fieles bautizados.
| Año                                                                             | Población            | Población | Población      | Sacerdotes | Sacerdotes    | Sacerdotes    | Bautizados por sacerdote | Diáconos permanentes | Religiosos | Religiosos | Parroquias |
| Año                                                                             | Bautizados católicos | Total     | % de católicos | Total      | Clero secular | Clero regular | Bautizados por sacerdote | Diáconos permanentes | Varones    | Mujeres    | Parroquias |
| ------------------------------------------------------------------------------- | -------------------- | --------- | -------------- | ---------- | ------------- | ------------- | ------------------------ | -------------------- | ---------- | ---------- | ---------- |
| 1980                                                                            | 23 000               | 373 200   | 6.2            | 14         | 3             | 11            | 1642                     | 2                    | 22         | 49         | 16         |
| 1999                                                                            | 10 000               | 260 000   | 3.8            | 8          | 3             | 5             | 1250                     | 1                    | 5          | 10         | 6          |
| 2000                                                                            | 10 000               | 260 000   | 3.8            | 8          | 3             | 5             | 1250                     | 1                    | 5          | 11         | 6          |
| 2001                                                                            | 10 000               | 260 000   | 3.8            | 8          | 3             | 5             | 1250                     | 1                    | 5          | 11         | 6          |
| 2002                                                                            | 10 750               | 269 000   | 4.0            | 9          | 4             | 5             | 1194                     | 1                    | 5          | 11         | 6          |
| 2003                                                                            | 10 750               | 269 000   | 4.0            | 7          | 3             | 4             | 1535                     | 1                    | 4          | 12         | 5          |
| 2004                                                                            | 10 830               | 271 000   | 4.0            | 7          | 3             | 4             | 1547                     | 1                    | 4          | 14         | 5          |
| 2006                                                                            | 10 443               | 250 010   | 4.2            | 10         | 4             | 6             | 1044                     | 1                    | 6          | 11         | 6          |
| 2012                                                                            | 11 100               | 277 000   | 4.0            | 10         | 3             | 7             | 1110                     |                      | 7          | 7          | 7          |
| 2015                                                                            | 10 000               | 270 000   | 3.7            | 10         | 4             | 6             | 1000                     |                      | 6          | 1          | 7          |
| 2018                                                                            | 10 000               | 286 000   | 3.5            | 10         | 4             | 6             | 1000                     | 2                    | 6          | 7          | 7          |
| 2020                                                                            | 10 020               | 286 500   | 3.5            | 16         | 5             | 11            | 626                      | 5                    | 11         | 7          | 7          |
| 2022                                                                            | 10 000               | 286 000   | 3.5            | 14         | 7             | 7             | 714                      | 5                    | 7          | 7          | 12         |
| Fuente: Catholic-Hierarchy, que a su vez toma los datos del Anuario Pontificio. |                      |           |                |            |               |               |                          |                      |            |            |            |

## Episcopologio
- Anthony Hampden Dickson † (19 de octubre de 1970-23 de abril de 1995 renunció)
- Malcolm Patrick Galt, C.S.Sp. † (23 de abril de 1995-31 de mayo de 2005 retirado)
  - Sede vacante (2005-2011)[nota 1]
- Charles Jason Gordon (8 de julio de 2011-19 de octubre de 2017 nombrado arzobispo de Puerto España)[nota 2]
  - Sede vacante (2017-2021)
- Neil Sebastian Scantlebury, desde el 28 de diciembre de 2020[nota 3]